# Камыстинский сельский округ
Камыстинский сельский округ — административно-территориальное образование в Жанибекском районе Западно-Казахстанской области.

## Административное устройство
1. село Камысты